# Bulgarische Eishockeyliga 1989/90
Die Saison 1989/90 war die 38. Spielzeit der bulgarischen Eishockeyliga, der höchsten bulgarischen Eishockeyspielklasse. Meister wurde zum insgesamt neunten Mal in der Vereinsgeschichte Lewski-Spartak Sofia.

## Modus
In der Hauptrunde absolvierte jede der fünf Mannschaften insgesamt 24 Spiele. Die beiden Erstplatzierten der Hauptrunde qualifizierten sich für das Meisterschaftsfinale. Für einen Sieg erhielt jede Mannschaft zwei Punkte, bei einem Unentschieden gab es einen Punkt und bei einer Niederlage null Punkte.

## Hauptrunde
|    | Klub                 | Sp | S  | U | N  | Tore    | Punkte |
| -- | -------------------- | -- | -- | - | -- | ------- | ------ |
| 1. | Lewski-Spartak Sofia | 24 | 19 | 3 | 2  | 182:50  | 41     |
| 2. | HK Slawia Sofia      | 24 | 19 | 2 | 3  | 225:54  | 40     |
| 3. | HK ZSKA Sofia        | 24 | 11 | 5 | 8  | 175:113 | 27     |
| 4. | Metallurg Pernik     | 24 | 3  | 1 | 20 | 67:234  | 7      |
| 5. | Akademik Sofia       | 24 | 2  | 1 | 21 | 62:260  | 5      |

Sp = Spiele, S = Siege, U = unentschieden, N = Niederlagen, OTS = Overtime-Siege, OTN = Overtime-Niederlage, SOS = Penalty-Siege, SON = Penalty-Niederlage

## Finale
- HK Slawia Sofia – Lewski-Spartak Sofia 0:6/1:10

## Auszeichnungen
Zum besten Torhüter der Saison wurde Konstantin Michailow von Lewski-Spartak Sofia gewählt. Bester Verteidiger war Aleksandr Panew, der ebenfalls beim Meister spielte, und bester Stürmer Plamen Weselinow von Vizemeister Slawia Sofia. Topscorer der Liga wurde Boris Michailow von Lewski-Spartak Moskau.